# Burchanizm

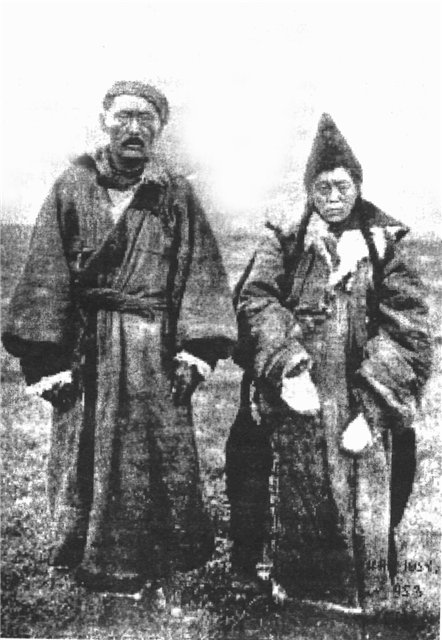
Czet Czełpanow z żoną Kuł (fot. pocz. XX wieku)

Burchanizm – ruch narodowo-religijny powstały w 1904 roku w środowisku ludności tubylczej Ałtaju rosyjskiego – Ałtajczyków (altaj kiži). Swoją nazwę burchanizm zawdzięcza głównemu bóstwu – Burchanowi (Ак-Буркан). Wśród altaj kiži jest znany jako ak ǰaṅ (ак јаҥ) – „biała wiara” – lub süt ǰaṅ (сӱт јаҥ) – „mleczna wiara”.

## Tradycja
W maju 1904 roku w uroczysku Tereng w dolinie Kyrłyk (współcześnie rejon ust-kański) miała miejsce mürgül (мӱргӱл) – zbiorowa modlitwa, podczas której mieszkańcy ogłosili powstanie swojej religii. Inspiratorami mürgül byli Czet Czełpanow (Чет Челпанов) i jego dwunastoletnia adoptowana córka Czuguł (Чугул). Na krótko przed modlitwą, zgodnie z jedną z wersji, Czuguł widziała białego jeźdźca, który rozkazał jej ojcu, aby spalił przedmioty związane z kultem szamańskim i zaczął czcić Słońce i Księżyc. Nieco później jakoby ten sam jeździec przekazał Czełpanowowi zasady „nowej” (białej) wiary – ak ǰaṅ (аk јаҥ). Według innej, mniej rozpowszechnionej wersji do jurty Czełpanowa przybyli trzej jeźdźcy z wiadomością o powstaniu nowej religii.

## Rys historyczny
Kształtowanie się ruchu religijnego zaczęło się pod koniec XIX wieku. Od 1865 roku Ałtaj został otwarty dla osadników rosyjskich, co powodowało konflikty z miejscową ludnością na tle posiadania gruntów. Ponadto od 1830 r. w regionie działała prawosławna Ałtajska Misja Duchowna, która była negatywnie nastawiona do szamańskich praktyk religijnych Ałtajczyków. Zgodnie z ustawą z 1822 roku Cerkiew zmuszona była działać łagodnie i chrzcić tylko tych Ałtajczyków, którzy dobrowolnie chcieliby przyjąć prawosławie. Mimo to istniała rywalizacja pomiędzy misjonarzami prawosławia i burchanizmu, czego konsekwencją był pogrom modlących się Ałtajczyków w uroczysku Kyrłyk 21 czerwca 1904. Proces, w którym badano incydent, ciągnął się do marca 1909, sprawa została zamknięta, a oskarżeni uniewinnieni.
Wiadomość o powstaniu ruchu odbiła się szerokim echem w ówczesnej Rosji i doszła nawet do Mikołaja II. Przyczyną rozgłosu były oczekiwania wyznawców na przyjście mesjasza Japon-chana (Япон-хан) w świetle narastającego konfliktu rosyjsko-japońskiego. Osądzono z tego powodu sześciu wyznawców burchanizmu.
W czasach radzieckich, w warunkach sekularyzacji i ateizmu, burchanizm przybrał formę zwyczajów narodowych i codziennych obrzędów. Nie wyszedł poza obszary etniczne altaj kiži. Pod koniec XX wieku wzrosło zainteresowanie społeczeństwa „białą wiarą”. Ze względu na to, że burchanizm nie ma ujednoliconej formy, wiele starych idei i rytuałów religijnych zostało zapomnianych, a także ponieważ brak jest wykształconej struktury instytucjonalnej, burchanizm jest postrzegany jako narodowa wiara ałtajska.

## Charakterystyka

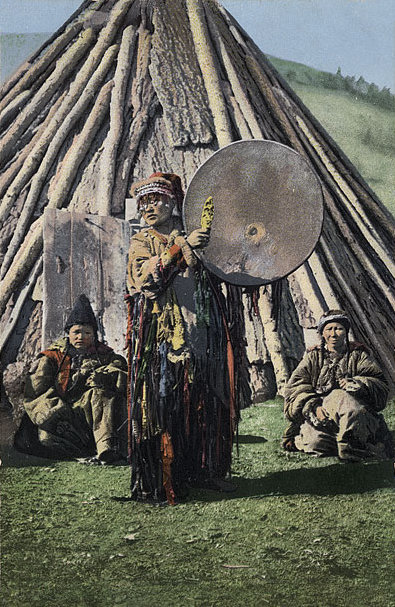
Szamanka (fot. 1911)

Burchanizm ma swój własny panteon, system poglądów na Wszechświat, rytuały, przywódców kultu. Rdzeń systemu poglądów stanowią archaiczne kulty animistyczne oraz wierzenia i rytuały rodzinne i plemienne, które w nabrały nowego znaczenia. Głównym bóstwem został ogłoszony Burchan w miejsce dotychczasowego Kudaja (Кудай). Zaczęto oczekiwać nadejścia mesjaszy Szunu-chana (Шуну-хан) i Japon-chana. Przywództwo w kulcie religijnym objął ǰarlykčy (jарлыкчы) zamiast szamana. Typowe dla burchanizmu eschatologia i mesjanizm uformowały się pod wpływem lamaizmu i prawosławia. Wyznawcy burchanizmu wierzą, że powróci złoty wiek Dżungarii. Ich mesjasz ma na imię Ojrot-chan (Ойрот-хан). Za panowania legendarnego Ojrot-chana Ałtajczycy nie znali biedy. Kiedy ich opuszczał, obiecał, że powróci w czasach, gdy będą go najbardziej potrzebowali. Osądzi po powrocie grzeszny świat i unicestwi go w ogniu.
Kult religijny oparty jest na wspólnej modlitwie mürgül, która przyśpieszy nadejście wybawiciela. Mürgül odbywa się w odosobnionych, lecz łatwo dostępnych miejscach, gdzie urządzane są ołtarze do składania ofiar tagyl (тагыл), prostokątne ołtarze küre (кӱре) z dzikówki lub całe kompleksy ołtarzy süme (сӱме). Stałym elementem rytuałów i praktyk religijnych jest jałowiec.

## Przemiany etniczno-kulturowe Ałtaju
Pod wpływem burchanizmu nastąpiła przemiana w wierzeniach i kultach Ałtajczyków. Zdaniem A.M. Sagałajewa w burchanizmie szczególne znaczenie nabrały elementy wierzeń indoeuropejskich, które pierwotnie stanowiły jedynie element praktyk religijnych i mitologii Ałtajczyków. Dowodem na to było np. wzmocnienie znaczenia koloru białego w symbolice burchanistów.
Współcześni badacze burchanizmu dopatrują się w nim chrześcijańskich motywów religijnych. W porównaniu z szamanizmem jest bardziej zorganizowany i przejawia cechy monoteizmu. Zdaniem N.O. Tadyszewej da się przeprowadzić paralele pomiędzy burchanizmem a prawosławiem, np. nadawanie imion nowym wyznawcom, czytanie modlitwy na stojąco, działalność misjonarska, zakaz małżeństwa z wyznawcami szamanizmu i chrześcijanami (w prawosławnej Ałtajskiej Misji Duchownej zakaz małżeństw z niechrześcijanami), oczyszczająca moc wody z jałowcem (woda święcona w prawosławiu). Niekiedy badacze widzieli w jurtach burchanizmu prawosławne ikony.
Przyjmuje się, że burchanizm był lokalną reakcją na rosyjską kolonizację Ałtaju i ekspansję prawosławia. Zdaniem L. Kradera burchanizm ma więcej cech lamaizmu niż prawosławia – prawdopodobnie dlatego, że działalność misjonarska wyznawców lamaizmu była bardziej łagodna niż duchowieństwa prawosławnego. Mało prawdopodobne, że mesjańskie idee pochodzą z prawosławia, podobne idee istnieją w wielu ruchach religijnych na całym świecie. Wpływom prawosławia przypisać można jedynie niektóre wątki, np. motyw cnotliwej córki znany z kanonicznej tradycji prawosławnej czy zakaz palenia, który jest obecny w praktykach religijnych staroobrzędowców.
Z relacji etnografa A.W. Anochina (początek XX w.) wynika, że w stosunkach pomiędzy burchanistami a szamanistami panowała pogarda. Wyznawcy burchanizmu okadzali miejsca ich przebywania dymem z jałowca, z kolei szamaniści zapewniali, że prędzej się ochrzczą, niż dołączą do nowego ruchu. Lepszy stosunek burchaniści mieli do ochrzczonych Ałtajczyków, nazywając ich kara šabyr (кара шабыр, „czarny kaftan”), i Rosjan – kyzyl čamča (кызыл чамча, „czerwona koszula”) lub čičke but (чичке бут, „cienkonogi”). Przyczyn lojalności w stosunku do prawosławnych prawdopodobnie należy upatrywać w tym, że zorganizowany sposób myślenia kultury prawosławnej i monoteistyczny charakter wiary znalazły swoje odzwierciedlenie w burchanizmie.
Współczesna badaczka L.I. Szerstowa sugeruje, że burchanizm rozwinął się na początku XX wieku jako ideologia nowego etnosu – altaj kiži. Jest lokalną religią etniczną, co tłumaczy ograniczenie jej wpływu do określonego terytorium południowego Ałtaju zamieszkałego przez altaj kiži i Teleutów znad rzeki Baczat. Północnych Ałtajczyków od początku burchaniści postrzegali jako prawosławnych, którzy odeszli od wiary tradycyjnej. Dlatego wyznawcy burchanizmu ograniczają swoje kontakty kulturowe z nimi.